# Indoseges chilika
Espèce
Indoseges chilika est une espèce d'araignées aranéomorphes de la famille des Segestriidae.

## Distribution
Cette espèce est endémique d'Odisha en Inde,. Elle se rencontre sur l'île Barkuda.

## Description
La femelle holotype mesure 6,25 mm.

## Étymologie
Son nom d'espèce lui a été donné en référence au lieu de sa découverte, le lac Chilika.

## Publication originale
- Choudhury, Siliwal, Das & Giroti, 2021 : « Description of a new genus and five new species of tube-dwelling spider family Segestriidae (Araneae: Synspermiata) from Odisha, India. » Zootaxa, no 4963(1), p. 91-114.